# Crooked Island
Pour les articles homonymes, voir Crooked.
Crooked Island (île crochue en anglais) est une île et un district des Bahamas.

## Géographie
Crooked Island est située au sud-est des Bahamas, l'une des trois grandes îles d'un lagon appelé la baie d'Acklins (les autres étant Acklins et Long Cay). La superficie de l'île est de 240 km2 d'après le gouvernement des Bahamas  mais de 282,1 km2 d'après le programme des Nations unies pour l'environnement
Sur une petite caye au nord de l'île se trouve le phare de Bird Rock.

## Démographie
Au recensement de 2010, Crooked Island comptait 350 habitants.
Le principal village de l'île est Colonel Hill.

## Économie
Les habitants vivent principalement de pêche et d'agriculture.
Crooked Island possède un aéroport (Crooked, code AITA : CRI).

## Histoire
Crooked Island fut colonisée à la fin des années 1780 par des loyalistes américains qui implantèrent des plantations de coton employant plus d'un millier d'esclaves. Après l'abolition de l'esclavage dans l'Empire britannique, les plantations furent remplacées par la récolte d'éponges.

## District
Crooked Island est également le nom d'un district des Bahamas. Il comprend, outre l'île du même nom, Long Cay, située au sud-ouest, et Samana Cay, au nord-est. Il porte le numéro 10 sur la carte des districts.